# Een echte hond
Een echte hond is een Nederlandse televisiefilm van Maria Peters uit 1998, gemaakt in samenwerking met KRO Jeugd en gebaseerd op een verhaal van Maria Peters.
De korte kinderfilm gaat over Tessa die vaak met haar buurjongen Jan en diens hond Beer speelt. Een eigen hond lijkt haar wel wat, maar Tiko, de hond van haar tante waar ze een tijdje op mag passen, blijkt niet zo'n leuke speelmaatje als Beer.
De korte film werd in 1999 uitgewisseld met een 20-tal Europese landen binnen de EBU Eurovisie jeugd drama uitwisseling. 
In 1999 werd de film genomineerd voor de Cinekid Kinderkast Publieks Jury.

## Cast
| Acteur              | Personage        |
| ------------------- | ---------------- |
| Hans Kesting        | Vertelstem       |
| Tessa Schram        | Tessa            |
| Remco van Doren     | Jan              |
| Marjan Luif         | Tante Julia      |
| Harry van Rijthoven | Vader van Tessa  |
| Anneke Blok         | Moeder van Tessa |
| Jack Wouterse       | Vader van Jan    |
| Ricky Koole         | Moeder van Jan   |
| Rik Hoogendoorn     | Jurylid          |
| Stijn Westenend     | Jurylid          |